# Prado del Rey

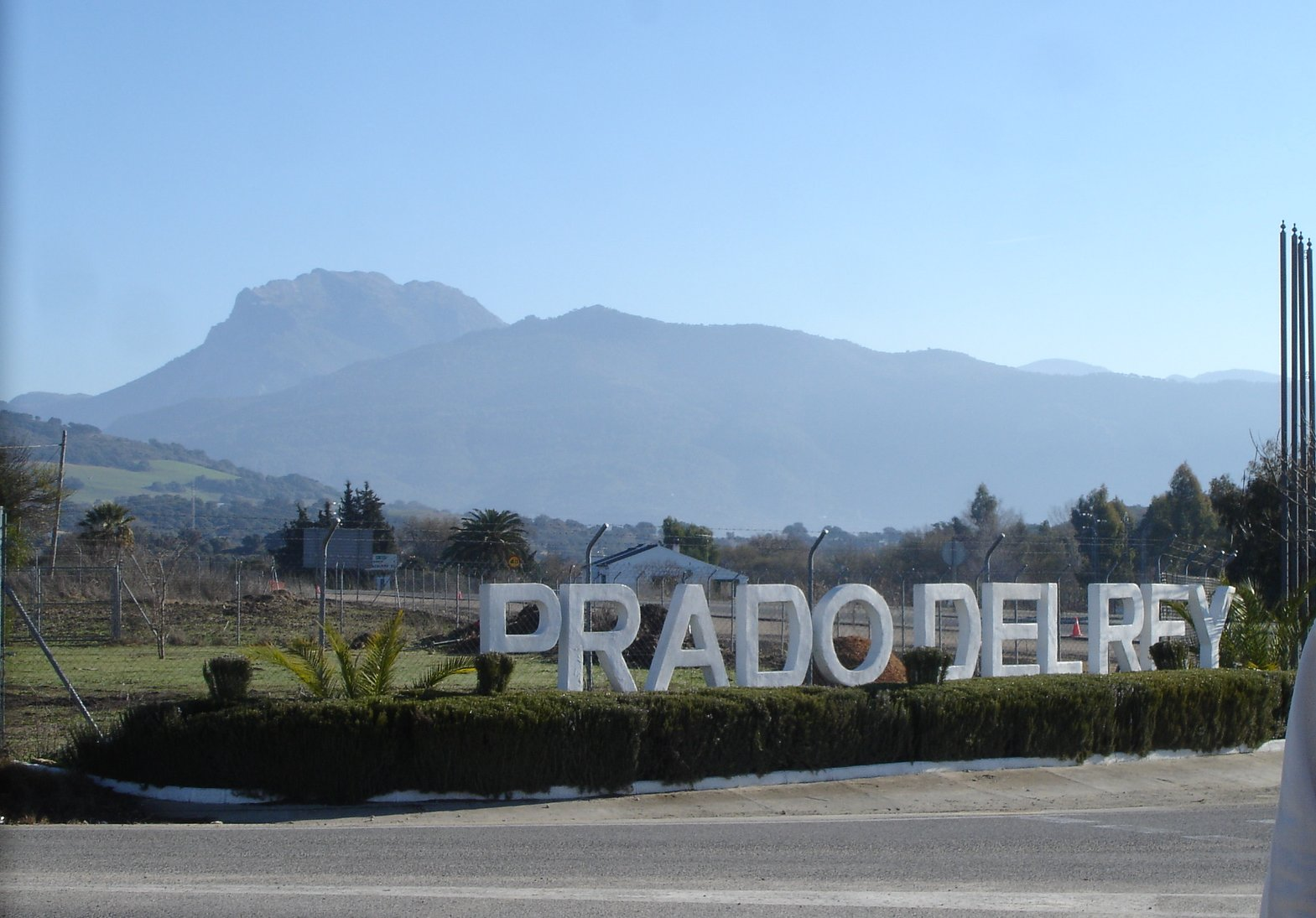
Prado del Rey

Prado del Rey è un comune spagnolo di 5 801 abitanti situato nella comunità autonoma dell'Andalusia.